# Lied mit gutem Text
Lied mit gutem Text ist ein Schlager von Ikke Hüftgold aus dem Jahr 2022, mit dem er an der deutschen Vorentscheidung zum Eurovision Song Contest 2023 teilgenommen und dort gemeinsam mit Will Church den zweiten Platz belegt hat.

## Entstehung und Veröffentlichung
Das Lied wurde vom Interpreten selbst zusammen mit den Koautoren Florian Apfl, Dominik de Leon und Patrick Liegl geschrieben. Mit Ausnahme von Apfl zeichneten die Autoren auch für die Produktion verantwortlich.
Die Erstveröffentlichung von Lied mit gutem Text erfolgte als Single am 25. November 2022 bei Summerfield Records. Diese erschien als digitaler Einzeltrack zum Download und Streaming.

## BeiUnser Lied für Liverpool

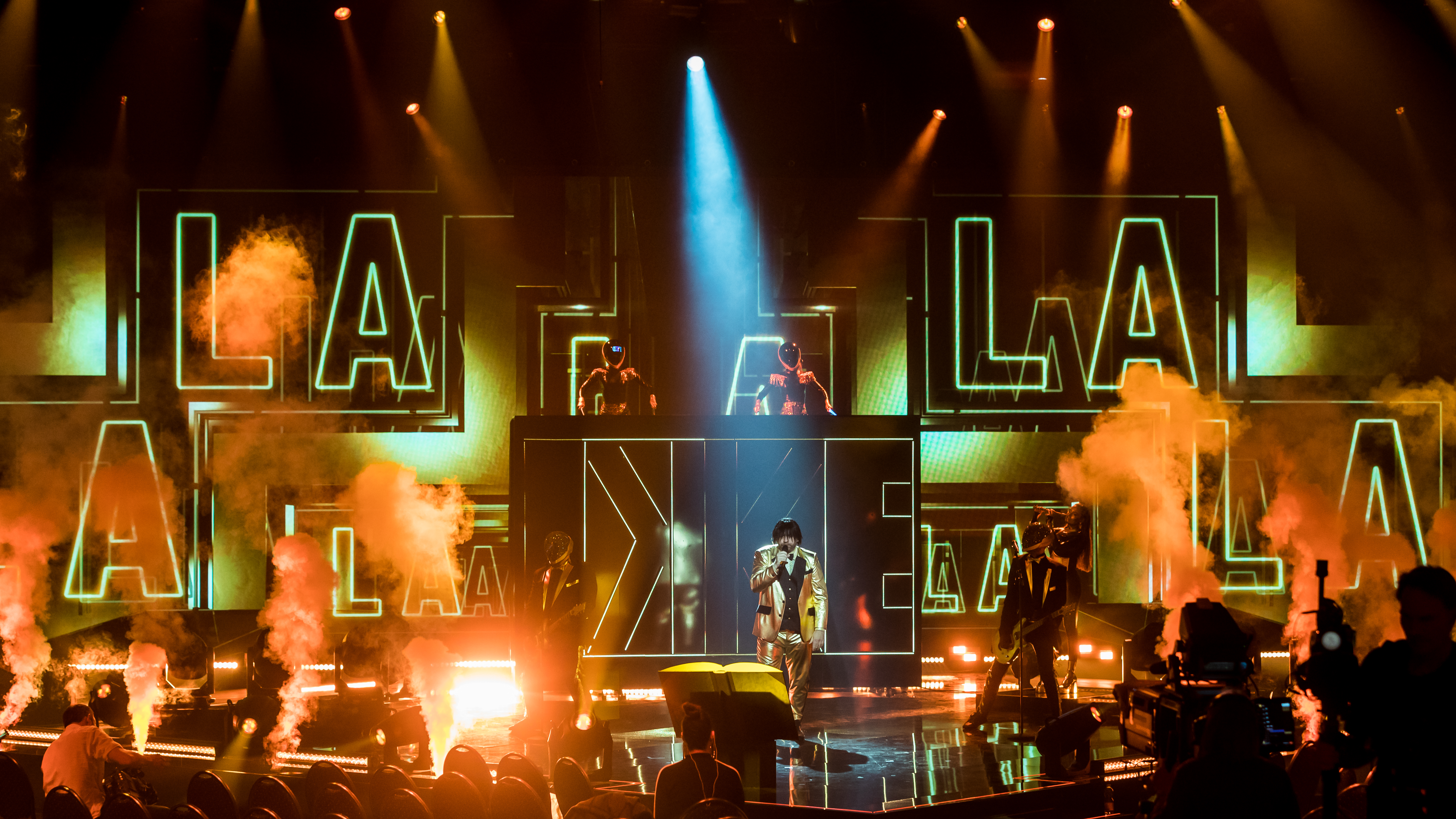
Ikke Hüftgold

Am 3. März 2023 nahm Hüftgold, nachdem er ein TikTok-Voting mit 52 Prozent der Stimmen gewonnen hatte, an Unser Lied für Liverpool, der deutschen Vorentscheidung zum Eurovision Song Contest 2023, teil. Er war einer von acht Teilnehmern und trat mit der siebten Startnummer auf. Er erreichte mit 111 Punkten gemeinsam mit Will Church den zweiten Platz, davon 10 von der Jury (letzter Platz) und 101 vom Publikum (zweiter Platz).